# Danilo Luiz da Silva
Danilo Luiz da Silva (portuguès: Danilo)  (Bicas, 15 de juliol de 1991), més conegut simplement com a Danilo, és un futbolista brasiler que juga com a defensa central a la Juventus FC de la Serie A d'Itàlia.
Danilo va començar la seva carrera amb l'América Mineiro abans d'anar al Santos FC, equip en què va marcar el gol que va servir per guanyar la Copa Libertadores 2011. El gener de 2012, va fitxar pel FC Porto portuguès, en una operació en què també l'acompanyava Alex Sandro, que juga com a lateral esquerre; allà hi va guanyar diversos títols de Primeira Liga. El 2015, va fitxar pel Reial Madrid amb un traspàs de 31.5 milions d'euros. El 2017, va fitxar pel Manchester City FC. El 2019, després d'haver guanyat dos títols de la Premier League una FA Cup i dues copes de l'EFL amb el City, Danilo va fitxar per la Juventus, amb la qual va guanyar la Serie A en la seva primera temporada al club.
Danilo fou convocat per primer cop amb la selecció del Brasil el 2011, amb la qual va guanyar la Copa del Món de Futbol sub-20 de 2011 i la medalla d'argent als Jocs Olímpics d'Estiu de 2012. Va participar també al Mundial de futbol de 2018.

## Palmarès
Santos
- 1 Campionat Paulista: 2011.
- 1 Copa Libertadores: 2011.

Porto
- 2 Lliga portuguesa: 2011-12, 2012-13.

Reial Madrid
- 2 Lligues de Campions: 2015–16,[3] 2016–17[4]
- 1 Supercopa d'Europa: 2016[5]
- 1 Campionat del món de clubs de la FIFA: 2016[6]
- 1 Lliga espanyola: 2016-17[7]

Manchester City
- 2 Lligues angleses: 2017-18, 2018-19
- 1 Copa anglesa: 2018-19
- 2 Copa de la Lliga: 2017-18, 2018-19.
- 1 Community Shield: 2018.

Juventus
- 1 Serie A: 2019-20.
- 1 Supercopa italiana: 2020.

Selecció del Brasil
- 1 Campionat sud-americà sub-20: 2011.
- 1 Copa del Món sub-20: 2011.
- 2 Superclásico de las Américas: 2011, 2014.
- 1 Medalla d'argent als Jocs Olímpics d'Estiu 2012.